# Bernard Friot (sociologue)
Pour les articles homonymes, voir Bernard Friot.
Bernard Friot est un sociologue et économiste français né le 16 juin 1946 à Neufchâteau (Vosges), professeur émérite à l'université Paris-Nanterre (Paris X).
Il théorise la notion de « salaire à vie » avec l'association d'éducation populaire Réseau Salariat. Ses travaux s'appuient sur une relecture de l'histoire économique française et de ses institutions, dont notamment le régime général de la sécurité sociale et la cotisation sociale.

## Biographie

### Engagements politiques
Bernard Friot est militant du Parti communiste français depuis le début des années 1970 et syndicaliste au SNESUP-FSU.
En 2011, il fonde le Réseau Salariat, une association d'éducation populaire qui promeut l'idée d'un salaire à la qualification personnelle destiné à l'ensemble de la population. Une proposition alternative à celle du revenu de base, qu'il dénonce comme étant « la roue de secours du capitalisme ».

### Parcours universitaire
Bernard Friot commence sa carrière universitaire en 1971 à l'IUT de l’université de Lorraine, en tant qu'assistant puis maître de conférences en économie. Sa thèse doctorale d’économie, soutenue en 1993, porte sur la construction de la Sécurité sociale en France de 1920 à 1980. Il y insiste sur « le caractère anticapitaliste des institutions de socialisation du salaire », contrairement à l’interprétation de 1945 qui fait de « la Sécurité sociale un élément nécessaire à la période fordiste du capitalisme ». Il se tourne vers la sociologie à la fin des années 1990, quittant une discipline qu'il juge « verrouillée par les collègues [économistes] orthodoxes ».
En 2000, il passe une habilitation à diriger des recherches (HDR) en sociologie du travail. L'année suivante, il est élu professeur des universités à Paris-Nanterre, où il fonde l'Institut européen du salariat (IES), réseau de chercheurs en sciences sociales « qui promeut l’histoire, l’observation et la théorie du salariat, entendu comme un ensemble d’institutions de valorisation du travail concourant à la constitution d’une classe de salariés ». Il dirige aux éditions La Dispute la collection « Travail et salariat », qui publie notamment des auteurs appartenant à l’IES.

### Prises de position
Le 30 novembre 2015, il figure parmi les signataires de l'Appel des 58, pour défendre la liberté de manifester pendant l'état d'urgence,.
Durant l'élection présidentielle française de 2022, il soutient le programme économique que défend Jean-Luc Mélenchon.

## Travaux de recherche
Ses recherches portent sur la sociologie du salariat et la comparaison des systèmes de protection sociale en Europe. 
Elles portent également sur le sujet des retraites et sont en opposition avec les réformes de 2010 proposées par le gouvernement français. 

Il soutient que le « chômage des jeunes » est un « mensonge d’État », car il s'applique en réalité aux jeunes actifs (c'est-à-dire à la recherche d'un emploi) : 

« un taux de chômage de 25 %, cela veut dire que le quart de 30 % des jeunes est au chômage. Le quart de 30 % c'est 7,5 %, c'est 1 sur 12. C'est le poids du chômage qu'on trouve dans toutes les tranches d'âge et il n'y a aucune spécificité du poids du chômage chez les jeunes. »

Plusieurs associations et syndicats étudiants, notamment l'Union des étudiants communistes et Solidaires étudiant-e-s, reprennent à leur compte ses thèses autour du salaire à la qualification personnelle. 
Sur le modèle du régime général de la sécurité sociale de 1946, il défend une « mise en sécurité sociale des productions ». Plus particulièrement, il développe l'idée de la création d'une sécurité sociale de l'alimentation, pour le droit à l'alimentation, ainsi qu'une sécurité sociale de la culture pour la transformation du statut des travailleurs de l'art et le droit à la culture. 
Sa définition de la laïcité est de comprendre celle-ci comme étant un outil d’émancipation par rapport à des croyances considérées comme « religieuses » dans le domaine économique, croyances qui assurent selon lui le maintien du capitalisme,. 

### Médiatisation
Il a participé à deux émissions du site Hors Série pour présenter le salaire à la qualification personnelle, interrogé par Judith Bernard en septembre 2015 pour évoquer son ouvrage Émanciper le travail et, en septembre 2017, à l'occasion de la publication de Vaincre Macron. Il est au nombre des intellectuels qui ont choisi comme méthode originale d’exposer à la fois sa pensée et son parcours de vie au moyen de la méthodologie d’éducation populaire qu’est la conférence gesticulée.

## Pensée

### Stratégie politique

#### Réappropriation de l'Histoire populaire
Bernard Friot pense que la classe bourgeoise conduit un combat idéologique depuis les années 1970 pour faire oublier l'imposition par le mouvement ouvrier en 1946 « des prémices d’un changement de mode de production » avec le régime général de la sécurité sociale et le statut des électriciens-gaziers. Ces derniers étaient gérés par les travailleurs eux-mêmes jusque dans les années 1960 valorisant des activités considérées comme « improductives » par l'idéologie capitaliste. Il participe notamment au documentaire La Sociale, réalisé par Gilles Perret, et entame un travail de recherche historique sur Ambroise Croizat, ministre chargé de l’application des ordonnances sur la Sécurité sociale en 1946, afin de réhabiliter le nom de ce personnage,, dont le nom est tombé dans l'oubli au profit de Pierre Laroque et de Charles de Gaulle, selon les journaux Libération, L'Obs et Alternatives Economiques,,.

### Économie et société

#### Définition du travail
Selon Bernard Friot, les dirigeants, depuis les années 1960, s’attellent à redéfinir le travail uniquement sur la base d'« activités susceptibles de valoriser le capital ». Selon lui, « le discours réformiste » présente l’Assurance maladie comme dépourvue de création de valeur économique car engendrant des dépenses de santé. Il milite pour un salaire socialisé et une réappropriation d’usage des outils et moyens de production et pour privilégier une notion du travail déconnectée de la notion d'emploi. Les travailleurs, selon lui, doivent assumer le statut de producteur de la valeur économique[source insuffisante].
Il considère que le système capitaliste voit le travail uniquement dans le cadre d'un emploi, c'est-à-dire une relation de subordination entre un employeur ou un actionnaire et un employé : il prend l'exemple de parents élevant leurs enfants n'étant pas rémunérés pour conduire leurs enfants à l'école alors qu'une assistante maternelle le serait. Il pointe du doigt le fait qu'il s'agit d'un même travail mais que dans un cas il n'est pas rémunéré et dans l'autre, il l'est, bien qu'il s'agisse du même travail et en vient à la conclusion que la société capitaliste ne nie pas la nécessité de ce travail mais qu'elle nie  les activités de production hors du cadre de l'emploi, en les déclarant non productives[source insuffisante].

Toujours dans Vaincre Macron, il affirme que la notion de « travail » s'inscrit dans une lutte des classes opposant la « classe salariale » à la classe dirigeante : 

« La classe dirigeante ne tire sa puissance que de la maîtrise du travail. Conserver cette maîtrise l’obsède : sans elle, pas de profit. »

Ce qui l'amène à la notion d'un « salaire à la qualification personnelle », afin que l’emploi devienne un attribut personnel[source insuffisante].

#### Salaire à la qualification personnelle
Cette section ne s'appuie pas, ou pas assez, sur des sources secondaires ou tertiaires indépendantes du sujet.

Pour l'améliorer, ajoutez-en, ou placez des modèles {{Source secondaire souhaitée}} ou {{Source secondaire nécessaire}} sur les passages mal sourcés. (mars 2024)
Selon Bernard Friot, il est nécessaire d'élargir le statut réservé jusqu’ici aux fonctionnaires sous la forme de salaire socialisé, attaché à la personne et non à l'emploi, octroyé dès la majorité afin d'acter le statut de producteur à chacun ainsi que la propriété d’usage des outils de travail et que ces droits s'accompagnent de celui de participer aux instances de coordination de l’activité économique. Pour cela, il préconise la création « de deux cotisations prélevées sur la valeur ajoutée et versées, sur le modèle de la Sécurité sociale, à des caisses spécifiques : caisse de salaire et caisse d’investissement. ».
Le fondement de la notion de salaire à la qualification personnelle se trouve en premier lieu dans l'association de la qualification à l'individu : que l'évolution au cours de la carrière soit fonction de l'ancienneté et de la réussite à des épreuves de qualification, se traduisant dans l'attribution de grades sur le même modèle que le statut des fonctionnaires. Pour cela, le salaire ne serait plus versé par l’employeur mais par une caisse dédiée aux salaires.

#### Propriété d'usage
Cette section ne s'appuie pas, ou pas assez, sur des sources secondaires ou tertiaires indépendantes du sujet.

Pour l'améliorer, ajoutez-en, ou placez des modèles {{Source secondaire souhaitée}} ou {{Source secondaire nécessaire}} sur les passages mal sourcés. (mars 2024)
Bernard Friot appelle à ce que les salariés dirigent « la production sur leur lieu de travail : composition du collectif, définition des investissements, du produit, des intrants, des marchés, des relations avec les partenaires, de la place dans la division internationale du travail » et qu'ils prennent part à la détermination des grandes lignes économiques et d'investissement ; aussi estime-t-il que les salariés doivent participer aux délibérations des « caisses d’investissement », caisses qui remplaceraient les actionnaires dans les décisions d'investissement, d'affectation des cotisations économiques et permettraient la création de monnaie à la place des banques, qu'il s'agisse de financement de projets ou de dépenses de fonctionnement pour les services publics gratuits. Il considère que la souveraineté politique des citoyens ne peut s'exercer qu'à la condition d'être libéré de la peur de la perte d'emploi ou de la fluctuation des revenus sur lesquels un travailleur indépendant n'a pas de prise.

#### «Déjà là» communiste
Pour Bernard Friot, il existe déjà des conquêtes communistes, via des institutions apparues à la Libération ayant permis à la socialisation d'une partie de la plus-value engendrée par les travailleurs, comme la sécurité sociale. Il estime que ces « enclaves communistes » ne demandent qu'à grandir en partant de la base et qu'elles pourraient ainsi « déchirer la toile capitaliste ». Ainsi cette théorisation du communisme ne le perçoit pas comme une société à venir, mais comme « un processus continu qui, à partir des conditions réelles, émancipe les individus de la société ».

### Religion
Bernard Friot se dit chrétien et communiste.  Il est marqué par la théologie paulinienne et jésuite, qu'il considère comme « une théologie de l’en-avant ». Il soutient « un monde autre » plutôt qu'« un autre monde » : « la rencontre de Jésus me relance en permanence dans mon humanité parce que l’humanité en Jésus est divinisée […]. Le fait de recevoir toute rencontre, tout événement comme une occasion d’altérité source d’en-avant est constitutive de ma démarche de vie, de mon être-au-monde. »

## Publications

### Ouvrages
- Puissances du salariat : emploi et protection sociale à la française, Paris, Éditions La Dispute, 1998, 314 p. (ISBN 2-84303-009-9)
  - Puissances du salariat : nouvelle édition augmentée, Paris, Éditions La Dispute, coll. « Travail et salariat », 2012, 437 p. (ISBN 978-2-84303-226-4, présentation en ligne)
  - Puissances du salariat  (préf. inédite), Paris, Points Seuil, coll. « Essais », 2021, 530 p. (ISBN 978-2-7578-8914-5, présentation en ligne)
- Et la cotisation sociale créera l’emploi, Paris, Éditions La Dispute, 1999, 153 p. (ISBN 2-84303-023-4)
- L’Enjeu des retraites, Paris, Éditions La Dispute, 2010, 175 p. (ISBN 978-2-84303-163-2)
- L'Enjeu du salaire, Paris, Éditions La Dispute, 2012, 202 p. (ISBN 978-2-84303-222-6)
- Vaincre Macron, Éditions La Dispute, 2017 (ISBN 978-2-84303-289-9 et 2-84303-289-X, présentation en ligne)
- Le Travail, enjeu des retraites, Paris, Éditions La Dispute, 2019 (1re éd. 2010), 224 p. (ISBN 978-2-84303-302-5, présentation en ligne)[présentation en ligne]
- Prenons le pouvoir sur nos retraites, Éditions La Dispute, 2023, 112 p. (ISBN 9782843033315, présentation en ligne)

### Ouvrages collectifs
- La Construction sociale de l’emploi en France, des années 1960 à aujourd'hui  (avec José Rose), Paris, Éditions L'Harmattan, novembre 1996, 246 p. (ISBN 2-7384-4764-3, présentation en ligne)
- Wage and Welfare : New Perspectives on Employment and Social Rights in Europe  (avec Bernadette Clasquin, Nathalie Moncel et Mark Harvey), Bruxelles, PIE-Peter Lang S.A., coll. « Travail et Société/ Work and Society » (no 43), 2004, 208 p. (ISBN 90-5201-214-8, présentation en ligne)
- The Wage under Attack : Employment Policies in Europe  (avec Bernadette Clasquin), Bruxelles, PIE-Peter Lang S.A., coll. « Travail et Société/ Work and Society » (no 75), 293 p. (ISBN 9782875740298, présentation en ligne)
- « Passer du soutien à la classe ouvrière à son école », dans Jean-Pascal Higelé & Lionel Jacquot, Engagements et sciences sociales : Histoires, paradigmes et formes d’engagements, Nancy, PUN-Éditions universitaires de Lorraine, coll. « Salariat et transformations sociales », 2017 (présentation en ligne), p. 185-207
- Abolir la dette : Travailler sans crédit  (avec Denis Baba), Atelier de création libertaire, coll. « Critique de l’économie », décembre 2019 (ISBN 978-2-35104-139-0, présentation en ligne)
- Retraites : généraliser le droit au salaire  (avec Nicolas Castel), éditions du Croquant, coll. « Cahiers du salariat », juin 2022 (ISBN 9782365123501, présentation en ligne)
- Le communisme qui vient  (avec Bernard Vasseur), Paris, La Dispute, octobre 2024, 184 p. (ISBN 9782843033391, présentation en ligne)

### Conversations
- chap. 7 « Pour une citoyenneté révolutionnaire », dans Guillaume Desguerriers, Christian Gaudray et Dominique Mourlane, Comprendre l’Écologie Politique : Pourquoi est-elle nécessairement républicaine et révolutionnaire ?, Paris, UFAL, mai 2012, 460 p. (présentation en ligne, lire en ligne), p. 201-292
- Émanciper le travail : Entretiens avec Patrick Zech, Paris, Éditions La Dispute, coll. « Travail et salariat », 2014, 176 p. (ISBN 978-2-84303-257-8, présentation en ligne)
- Réussir le communisme  (avec Frédéric Durand), à compte d'auteur, 2018 (présentation en ligne)
- Un désir de communisme  (avec Judith Bernard), Paris, Éditions Textuel, coll. « Conversations pour demain », 2 septembre 2020, 160 p. (ISBN 978-2-84597-816-4, présentation en ligne)
- En travail : Conversation sur le communisme  (avec Frédéric Lordon), Paris, Éditions La Dispute, coll. « Entretiens », 15 octobre 2021, 294 p. (ISBN 978-2-843-03322-3, présentation en ligne)

### Conférences
- [vidéo] « Je veux décider du travail jusqu’à ma mort », partie 1 et  partie 2, Réseau Salariat et l'Université populaire de Bordeaux, 2018
- [vidéo] « En finir avec les luttes défensives », Polémix et la Voix off, 2018
- [vidéo] Conférence gesticulée de Bernard Friot, Réseau Salariat et l'Ardeur, 2016

### Entretiens
- [radio] « Et pourquoi pas la retraite à 50 ans ? », France Culture, L'invité(e) des Matins de Guillaume Erner, le 4 avril 2023
- [vidéo] Bernard Friot - Gaspard Koenig : « Le travail et sa rémunération en débat », Interdit d'interdire, 2019
- [radio] « Soyons propriétaires d’usage », Radio univers, 2013
- [radio] « L’enjeu des salaires », Là-bas si j'y suis, 2012